# Ujazd (Zgorzelec)
Ujazd (deutsch: Moys) ist ein Stadtteil der Stadt Zgorzelec im Powiat Zgorzelecki in der Woiwodschaft Niederschlesien. Bis zur Eingemeindung 1929 zur Stadt Görlitz war Moys eine eigenständige Ortschaft, hatte aber schon einige Jahrzehnte vor der Eingemeindung durch eine starke wirtschaftliche Entwicklung und einen Straßenbahnanschluss einen vorstädtischen Charakter. Infolge des Zweiten Weltkrieges fielen die Oberlausitzer Gebiete östlich der Lausitzer Neiße und somit auch Moys an Polen. Auch unter der polnischen Verwaltung blieb das einstige Moys ein Stadtteil der ehemaligen Görlitzer Oststadt, die nach 1945 administrativ eine eigenständige polnische Stadt bildet.

## Lage
Der Stadtteil liegt südlich des Stadtzentrums von Zgorzelec am Rothwasser (Czerwona Woda), das in Moys in die Lausitzer Neiße mündet. Die Neiße bildet die Staatsgrenze zwischen Deutschland und Polen und zu gleich die Westgrenze des Stadtteils. Im Norden wird der Stadtteil durch die Bahnlinie nach Lubań (Lauban) begrenzt. Im Osten bis im Süden schließen sich im Uhrzeigersinn folgende Ortschaften an: Jerzmanki (Hermsdorf), Tylice (Thielitz), Koźmin (Kosma) und Koźlice (Köslitz). Das einstige Posottendorf, Teil des späteren Posottendorf-Leschwitz (ab 1936: Weinhübel), im Südwesten von Moys existiert in seiner Form heute nicht mehr. Die Gemarkung heißt heute Lasowice und gehört zum Schulzenamt Koźlice.

## Geschichte

### Eigenständige Ortschaft Moys
Das Dorf Moys am rechten Ufer der Neiße wurde 1309 erstmals erwähnt. Um das Steueraufkommen zu erhöhen und das neugegründete Herzogtum Görlitz zu finanzieren, erwarb der Rat der Stadt Görlitz um 1380 das Dorf Moys von Albrecht von Griffstede, dem Erzieher des noch unmündigen Herzogs Johann. Moys war eines von 14 sogenannten Ratsdörfern der Stadt. Infolge des Oberlausitzer Pönfalls verlor die Stadt 1547 alle Ratsdörfer und somit auch Moys. Da sich im Oberlausitzer Adel jedoch keine Käufer für die einstigen Ratsdörfer fanden, wurde unter anderem Moys 1549 wieder an die Stadt zurückgegeben.
Während des Dreißigjährigen Krieges kam die Stadt in finanzielle Nöte, da sie die Zinsen für Darlehen nicht mehr bezahlen konnte. Daraufhin verkauft der Rat 1655 Moys für 11.270 Taler.

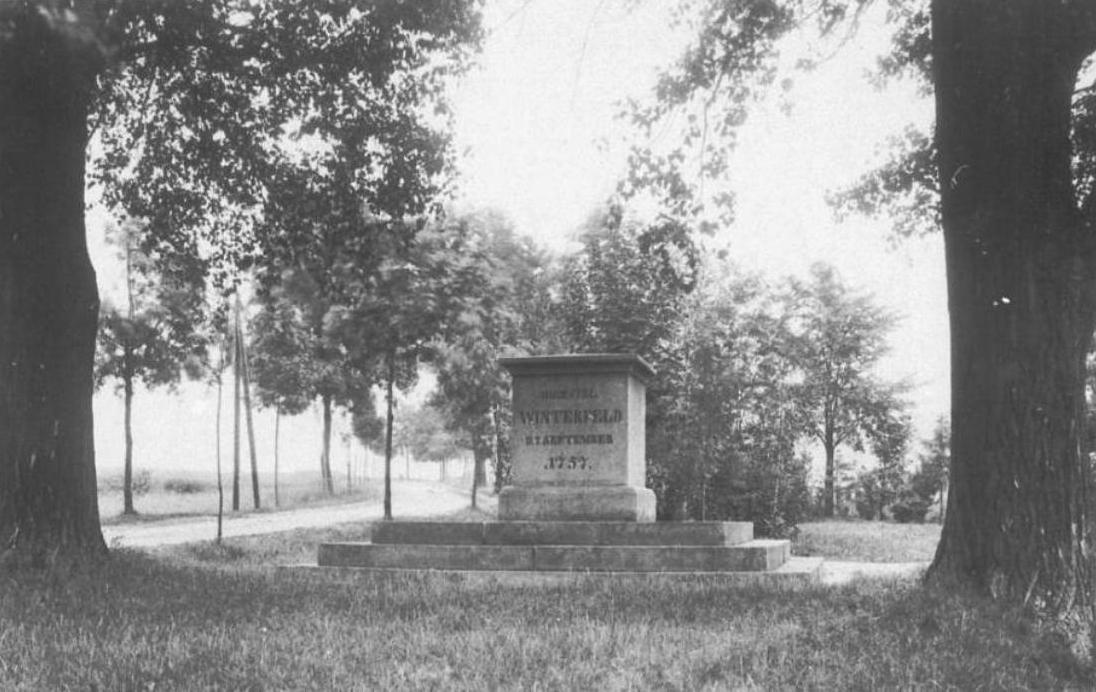
Winterfeldtdenkmal aus dem Jahr 1837

Etwa ein Jahrhundert später kam es am 7. September 1757 am Holzberg – später auch Jäckelsberg genannt – zur Schlacht von Moys im Siebenjährigen Krieg zwischen preußischem und habsburgischem Heer. Bei der Schlacht wurde der preußische General Hans Karl von Winterfeldt so schwer verwundet, dass er am Tag darauf auf dem Görlitzer Obermarkt verstarb. Ihm zu Ehren errichteten die Oberlausitzer Stände 1837 einen schlichten Granitwürfel am vermeintlichen Ort seiner tödlichen Verwundung – der Gabelung der Winterfeldt Straße (heute: Ulica Władysława Reymonta) und der Straße Am Jäckelsberg (heute: Ulica Widok). Die Inschrift lautete: „Hier fiel Winterfeldt am 7. September 1757“. Weitere 70 Jahre später wurde am 150. Todestag Winterfeldts unweit des anderen ein weiterer Gedenkstein mit der Inschrift „Winterfeldt fiel an dieser Stelle. 1907 G.M“ aufgestellt.

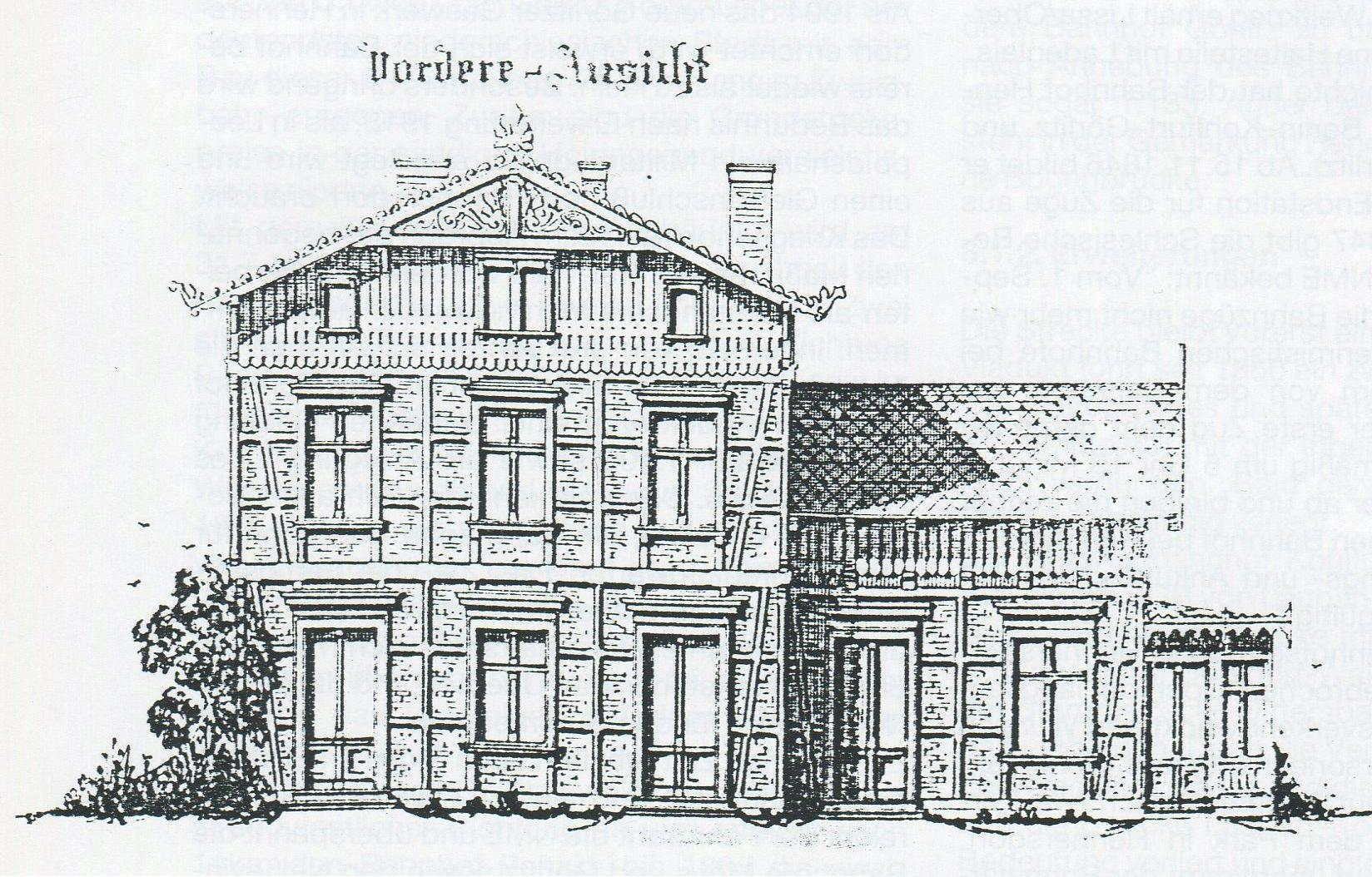
Bahnhofsansicht der Kohlfurter Seite, 1876

Um 1810 wurde das Gut Moys schließlich in die Güter Ober- und Nieder-Moys geteilt. Nach 1815 gehörte Moys zu dem Teil der Oberlausitz, den das Königreich Sachsen infolge des Wiener Kongresses an das Königreich Preußen abtreten musste. In der Mitte des 19. Jahrhunderts nahm Moys städtischen Charakter an. Ausschlaggebend war unter anderem die am 1. September 1847 aufgenommene Eisenbahnverbindung der Niederschlesisch-Märkischen Eisenbahn (NME) von Kohlfurt nach Görlitz. Einen Haltepunkt erhielt der Ort jedoch erst 1865 mit der Eröffnung der Schlesischen Gebirgsbahn nach Lauban und Hirschberg im Riesengebirge, die in Moys von der Kohlfurter Bahn abzweigte. 1876 entstand das Bahnhofsgebäude in Fachwerkbauweise in Keillage.
Der in seiner jetzigen, barocken Form existierende Gutshof Nieder-Moys entstand 1730 unter dem Besitzer Daniel Friedrich Wilhelm Raschke, einem Mitglied des sächsischen Kriegsrates. Nachdem Raschke das Gut 1759 seinem Paten Salomon Friedrich Lingke vererbte, blieb es bis in das Jahr 1896 in Familienbesitz der Lingkes. Vor allem in der Zeit im Lingkschen Familienbesitz entstand westlich des Herrenhauses ein Park, später auch als Moyser Park bekannt. Im Jahr 1896 sollte das Gut an den preußischen Major Edmund von Witzleben verkauft werden, jedoch machte die Stadt Görlitz von ihrem Vorkaufsrecht Gebrauch und kaufte das Gut für 544.000 Mark, um es danach an von Witzleben zu verpachten.
Neben der Ansiedlung von Industrie erfolgte in Moys auch der Abbau von Braunkohle, Sand und Kies. Das bekannteste Bergwerk war die Grube Friedrich Anna. Hier wurden zwischen 1895 und 1928 über 1,8 Millionen Tonnen Braunkohle gefördert. Die Grube schloss 1928. Einer der Gründe für die Schließung war auch die schlechte Qualität der geförderten Kohle. Weiterhin befanden sich an der Winterfeldtstraße zwei Tuchfabriken, die Tuchfabrik Krause und die Tuchfabrik Max Raupach (später Tuchfabrik Fritz Hermann). Die Tuchfabrik war in dem langgestreckten Bau untergebracht, der sich etwas zurückgesetzt, östlich der Einmündung der heutigen Ulica Słoneczna befindet. Das Geschäftshaus befand sich in der Elisabethstraße 43 in der Görlitzer Innenstadt. Hermann war Alleinhersteller der Feintuchmarke Aar Edel und einziger Lieferant der Handelsmarke Adler-Ring. Das wohl bekannteste Unternehmen war die Koffer- und Lederwarenfabrik Arnade, die sich an der später nach dem Unternehmensgründer benannten Julius-Arnade-Straße befand. Das Unternehmen wurde 1872 auf dem Grundstück Peterstraße 4 gegründet und produzierte anfangs mit zehn Mitarbeitern Lederwaren und Koffer. Nach einem Brand 1876 siedelte Arnade mit seiner Fabrik nach Moys über. Mit später 300 Mitarbeitern bot ein ausgedehntes Sortiment an, zu dem unter anderem Diamanthartplatten-, Hapag-Vulkanfiber-, Rohrplatten-, Holz- sowie Muster- und Schrankkoffer zählten. Weiterhin gehörten Schul- und Reisetaschen sowie Rucksäcke und Autozubehör zum Sortiment.

Einweihung der Johanneskirche am 15. Mai 1907

Die Moyser Bürger besaßen lange Zeit kein eigenes Gotteshaus. Moys war in die evangelische Kirchgemeinde Görlitz eingepfarrt und die meisten Moyser besuchten die Görlitzer Dreifaltigkeitskirche oder die Pfarrkirche St. Peter und Paul. In beiden Kirchen gab es eine sogenannte Moyser Empore. Seit 1894 wurde in den Wintermonaten von Geistlichen der Peterskirche je ein Abendgottesdienst in der alten Schule in Moys abgehalten. Später fanden diese auch im Saal des Gasthauses Stadt Brünn statt, das sich an der Seidenberger Straße (heute: Ulica Łużycka) in der Nähe der Einmündung der Johanneskirchstraße (heute: Ulica świętego Jana) befand. Am 11. Mai 1899 konstituierte sich in Moys ein Kirchbauverein mit dem Ziel, im Ort eine eigene Kirche zu errichten. Der Kofferfabrikant Julius Arnade schenkte dem Verein ein Grundstück an der Seidenberger Straße und die verwitwete Frau Davida vom Berge stiftete 10.000 Mark für den Bau, unter der Bedingung, dass der Bau binnen fünf Jahren ausgeführt wird. Am 24. November 1905 fand schließlich die Grundsteinlegung statt. Die Pläne für den neoromanischen Kirchbau stammten vom Architekten Arno Eugen Fritsche, der auch die Görlitzer Lutherkirche plante. Am 15. Mai 1907 fand die Kirchweihe der Johanneskirche statt, die einem Volksfest ähnelte. Am 26. September des gleichen Jahres erfolgte die Glockenweihe. Die drei Glocken mit der Disposition es-g-b wurden 1906 von der Gießerei Schilling gegossen.
Moys besaß ein eigenes Gaswerk am Langeweg, das allerdings seit den 1920er Jahren als Wohnhaus genutzt wurde. Mit der Eingemeindung nach Görlitz erfolgte die Gasversorgung vom städtischen Gaswerk. Die Wasserversorgung des Ortes sicherte der 1911 errichtete Wasserturm zwischen der Gablonzer Straße (heute: Ulica świętego Jana) und der Moyser Straße (heute: Ulica Krzysztofa Kamila Baczyńskiego). Doch bereits Mitte der 1920er Jahre war die Wasserversorgung unzureichend, und man schloss Moys an das Görlitzer Wasserwerk auf den Leschwitzer Wiesen an. Bis 1945 diente der Wasserturm noch zur Versorgung der Kofferfabrik. Auch ein eigenes Freibad gab es in Moys – das Kunze-Bad. Es befand sich zwischen der Ober-Dorfstraße (heute: Ulica Górnowiejska) und der Seidenberger Straße (heute: Ulica Łużycka) in unmittelbarer Nähe des Rothwassers, aus dem es auch gespeist wurde. Das Bad verfügte über Umkleidekabinen und eine Liegewiese. Im Winter wurde es auch als Schlittschuhlaufbahn genutzt.

### Stadtteil Görlitz-Moys

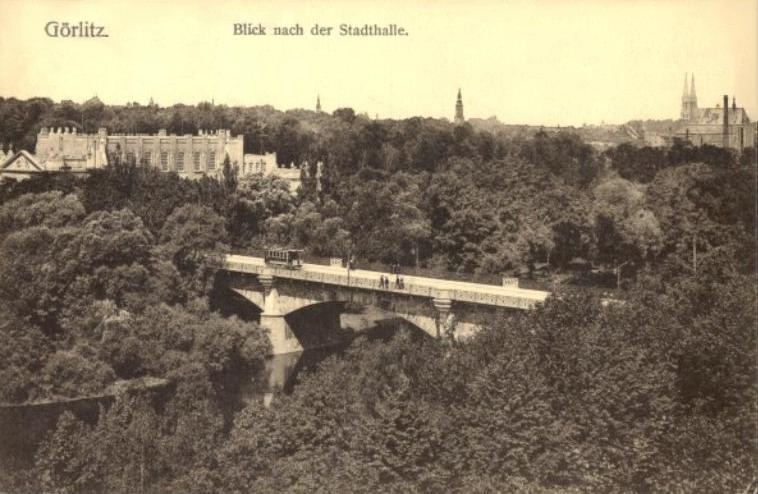
Ein Straßenbahntriebwagen quert die Reichenberger Brücke in Richtung Moys.

Die Ortschaft Moys wandelte sich im 19. Jahrhundert vom Bauerndorf zu einer wirtschaftlich florierenden Vorstadt von Görlitz. Bereits seit dem 18. Mai 1900 verkehrte die städtische Straßenbahnlinie III von der Rauschwalder Straße über den Demianiplatz quer durch die Oststadt vorbei an der einstigen Endhaltestelle am Gasthof Stadt Prag über die Schenkendorffstraße nach Moys. Die Endhaltestelle Am Rothwasser in Moys befand sich auf der Seidenberger Straße nördlich der Rothwasserbrücken an der gleichnamigen Gaststätte Zur Endstation. Am 1. Juli 1929 wurde der Ort schließlich nach Görlitz eingemeindet und damit der damals südlichste Stadtteil. Die offizielle Übergabe fand am 1. Juli um 8 Uhr statt. Die Stadt Görlitz übernahm mit der Eingemeindung die Pflichten der Befestigung der Bürgersteige, den Ausbau der Straßenbeleuchtung sowie der Schule und der Hauptstraße. Moys hatte zum Zeitpunkt der Eingemeindung 2752 Einwohner auf 784 Hektar Gemeindefläche.
Die Görlitzer Oststadt war bereits ein bedeutender Kasernenstandort. In den 1930er Jahren entstanden nach der Wiedereinführung der Wehrpflicht auch neue Kasernenanlagen. Zwischen 1935 und 1936 wurde an der Elsa-Brandström-Straße (heute: Ulica Elizy Orzeszkowej) die Winterfeldt-Kaserne gebaut. Im Oktober 1936 bezog die Beobachtungsabteilung 18 der 18. Infanterie-Division der Wehrmacht unter Kommandeur Major Ulbrich die Kasernenanlage. Nördlich der Kaserne befand sich das Heeresverpflegungsamt. Etwa 100 Meter westlich des Heeresverpflegungsamts befand sich das Heereszeugamt.
Mit der Machtergreifung der Nationalsozialisten wurde der Gutshof Nieder-Moys erst als öffentliche Jugendherberge und später im Krieg als Lazarett genutzt.

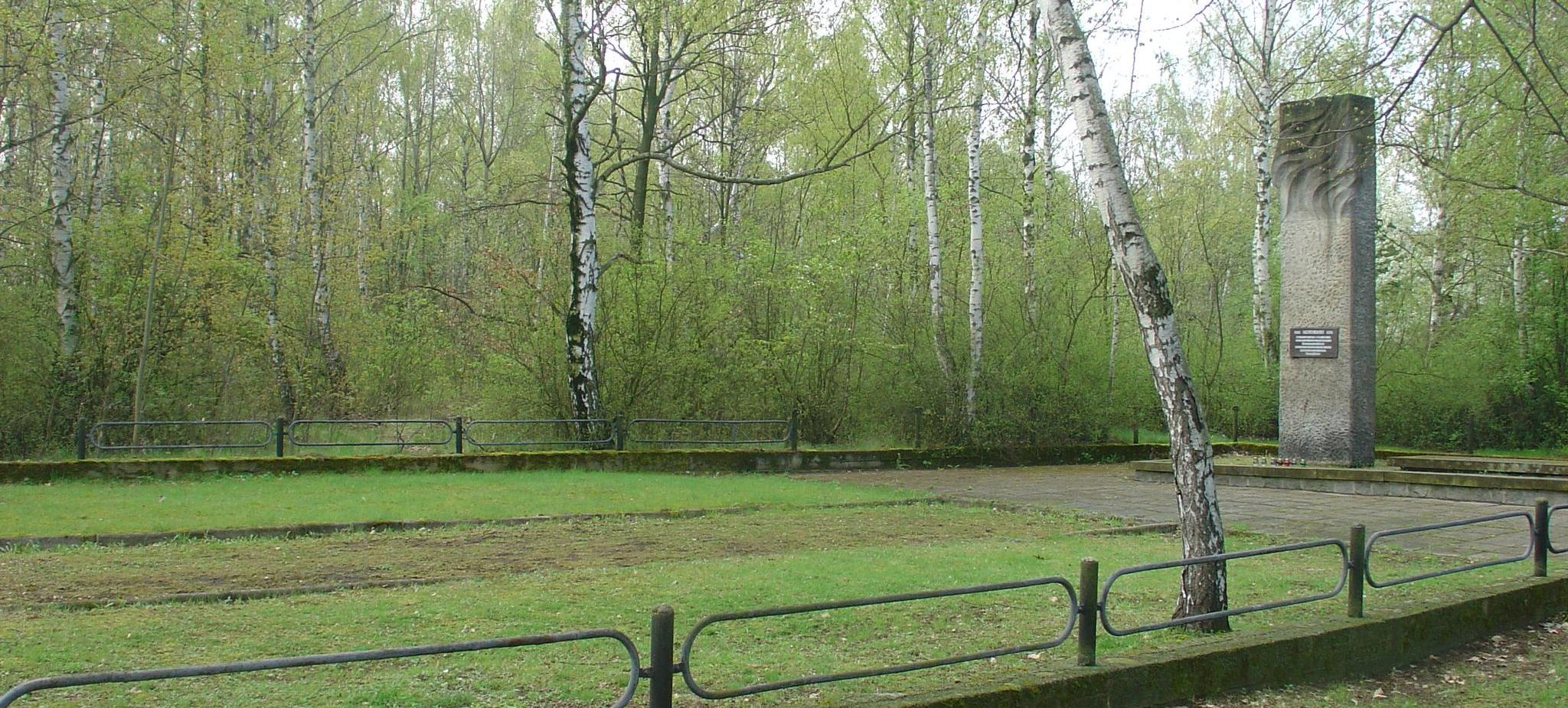
Denkmal für die Opfer des Stalag VIII A im Süden des Stadtteils

Im ersten Kriegsjahr 1939 entstand an der Leopoldshainer Straße ein Durchgangslager für polnische Kriegsgefangene. Im Jahr 1940 wurde das Stammlager VIII A südlich von Moys an der Seidenberger Straße (heute: Ulica Łużycka) auf dem Gelände des sich bis Posottendorf/Weinhübel erstreckenden Exerzierplatzes errichtet. Einer der bekanntesten Insassen des Lagers war der französische Komponist Olivier Messiaen, der hier sein Quatuor pour la fin du temps (deutsch: Quartett für das Ende der Zeit) fertigstellte und mit anderen Lagerinsassen uraufführte.

### Nach dem Zweiten Weltkrieg
In der Nacht zum 7. Mai 1945 – dem letzten Kriegstag – sprengten Wehrmachtsverbände sämtliche Görlitzer Brücken über die Neiße, um den vorrückenden Verbänden der Roten Armee den Vormarsch zu erschweren. Auch der Neißeviadukt fiel den Sprengaktionen zum Opfer. Lediglich die stählernen Schienenstränge verbanden noch unbenutzbar beide Brückenfragmente. Nach dem Ende des Zweiten Weltkriegs wurde der Großteil der Moyser Bevölkerung aus ihren Häusern und Wohnungen in die Gebiete westlich der Lausitzer Neiße vertrieben. Einige der Flüchtlinge aus den östlichen Gebieten nutzten auf dem Weg in Richtung Westen auch die über dem Tal hängenden Gleise des Viadukts um über die Neiße zu gelangen. Auch sollen manche Görlitzer Bürger aus den östlichen Stadtteilen die Querungsmöglichkeit auf ihren Inspektionstouren in die Wohnung im Osten genutzt haben.
Das Potsdamer Abkommen legte im August 1945 schließlich endgültig die neue deutsche Ostgrenze entlang den Flüssen Oder und Neiße fest, damit fielen auch die östlich der Neiße gelegenen Görlitzer Stadtteile an Polen. Der deutsche Ortsname wurde slawisiert und Görlitz-Moys hieß nun Zgorzelec-Ujazd. Zgorzelec war der polnische Name für die einstige Görlitzer Oststadt.
Nach der Vertreibung der deutschen Bevölkerung wurde das polnische Stadtgebiet nur zögerlich von der polnischen Bevölkerung bezogen. So lebten 1947 erst etwa 4.300 Polen in der einstigen Görlitzer Oststadt. Die Hälfte der angesiedelten Polen waren selbst Vertriebene, die aus den ehemaligen polnischen Ostgebieten kamen, die die Sowjetunion besetzt hatte. Die zweite große Gruppe der Neuansiedler waren Militärsiedler und Umsiedler aus Zentral- und Südpolen. Zu den polnischen Siedlern kamen zwischen 1945 und 1950 zahlreiche griechische und mazedonische Bürgerkriegsflüchtlinge, die in der Stadt einquartiert wurden.
Das einstige Kunze-Bad war noch bis in die 1960er Jahre in Betrieb. Die Wasserqualität wurde zunehmend schlechter, so entschied man sich das Bad abzureißen und das Areal mit Schutt aufzufüllen. Die letzten Reste der alten Moyser Wassermühle am Rothwasser wurden beim Bau der Umgehungsstraße um 2007 abgerissen. Die Wassermühle befand sich am Ober-Auenweg (heute: Ulica Rzeczki Górne).
Die Winterfeldt-Kaserne wurde bis 1990 weiterhin als Kaserne genutzt, nun jedoch durch die polnische Armee. Nach dem Auszug der letzten polnischen Einheiten aus den Mannschaftsblocks wurden einige Gebäude zu modernen Wohneinheiten umgebaut. Die ehemaligen Garagen wurden seit 2010 zurückgebaut. Das ehemalige Heereszeugamt wird heute von der PKS Zgorzelec, dem staatlichen polnischen Busverkehrsbetreiber des Powiat Zgorzelecki als Busdepot und Verwaltungssitz genutzt.
Im Sommer 2010 begann man mit Sicherungsarbeiten an den Grabmalen auf dem einstigen deutschen Friedhof an der Ulica Cmentarna, der nach 1945 nicht weiter von der polnischen Gemeinde genutzt wurde. Am 12. Oktober 2011 gedachten bei einer gemeinsamen Kranzniederlegung der beiden Stadtoberhäupter Rafał Gronicz von Zgorzelec und Joachim Paulick von Görlitz auf dem deutschen Friedhof der auf ihm begrabenen Bürger.
Südlich des Friedhofs am Plac Najświętszej Maryi Panny entstand 2012 die Liebfrauenkirche (poln.: Kościół parafialny p.w. Matki Bożej Łaskawej) für die gleichnamige römisch-katholische Pfarrei (poln.: Parafia Matki Bożej Łaskawej). Die Kirche soll an den typischen Fachwerkstil der Oberlausitz und an den Baustil ländlicher Holzkirchen anknüpfen sowie etwa 250 Gläubigen Platz bieten.

## Sehenswürdigkeiten

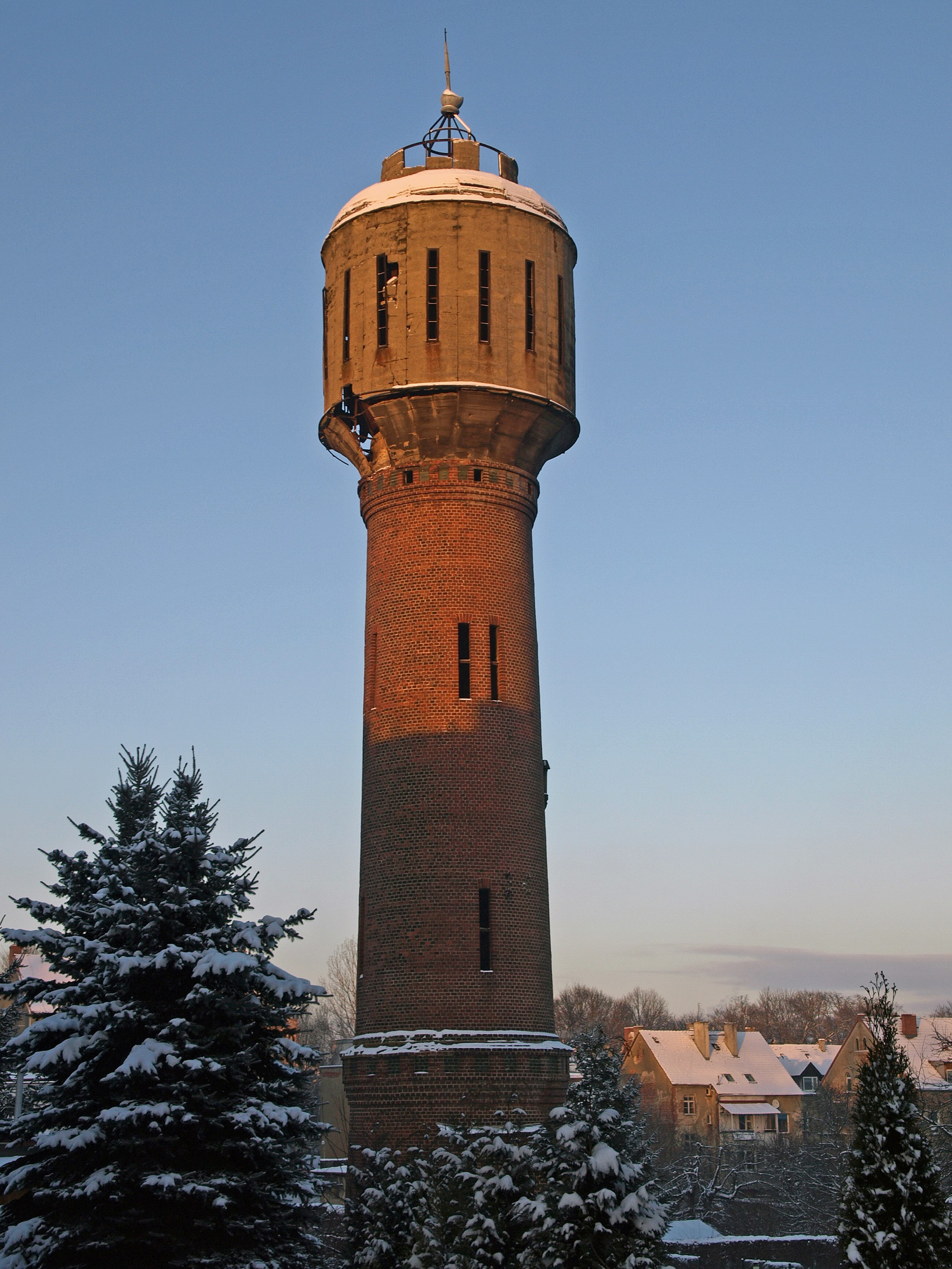
Ehem. Wasserturm Moys

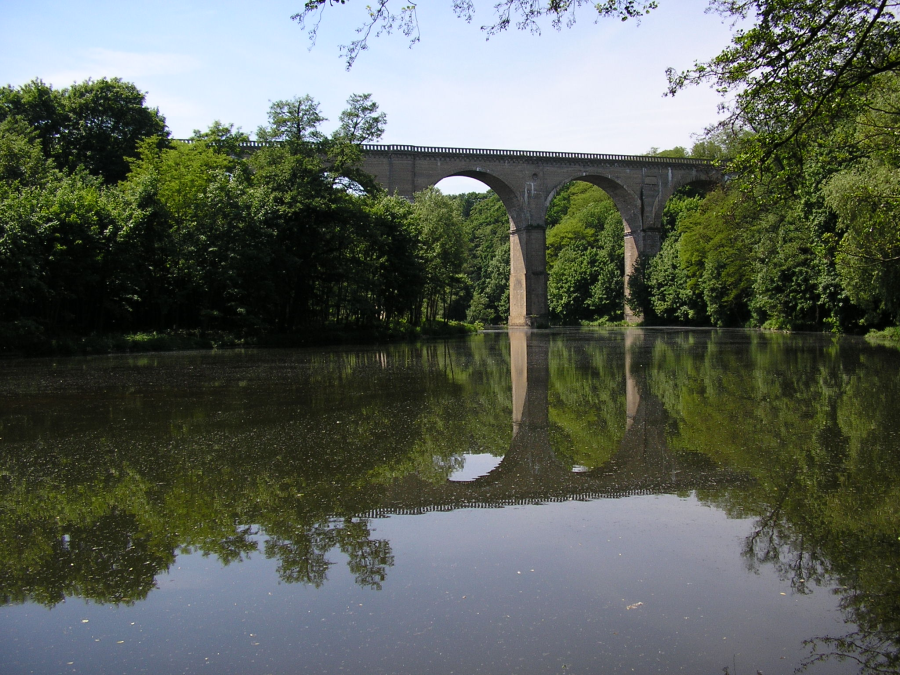
Der Neißeviadukt

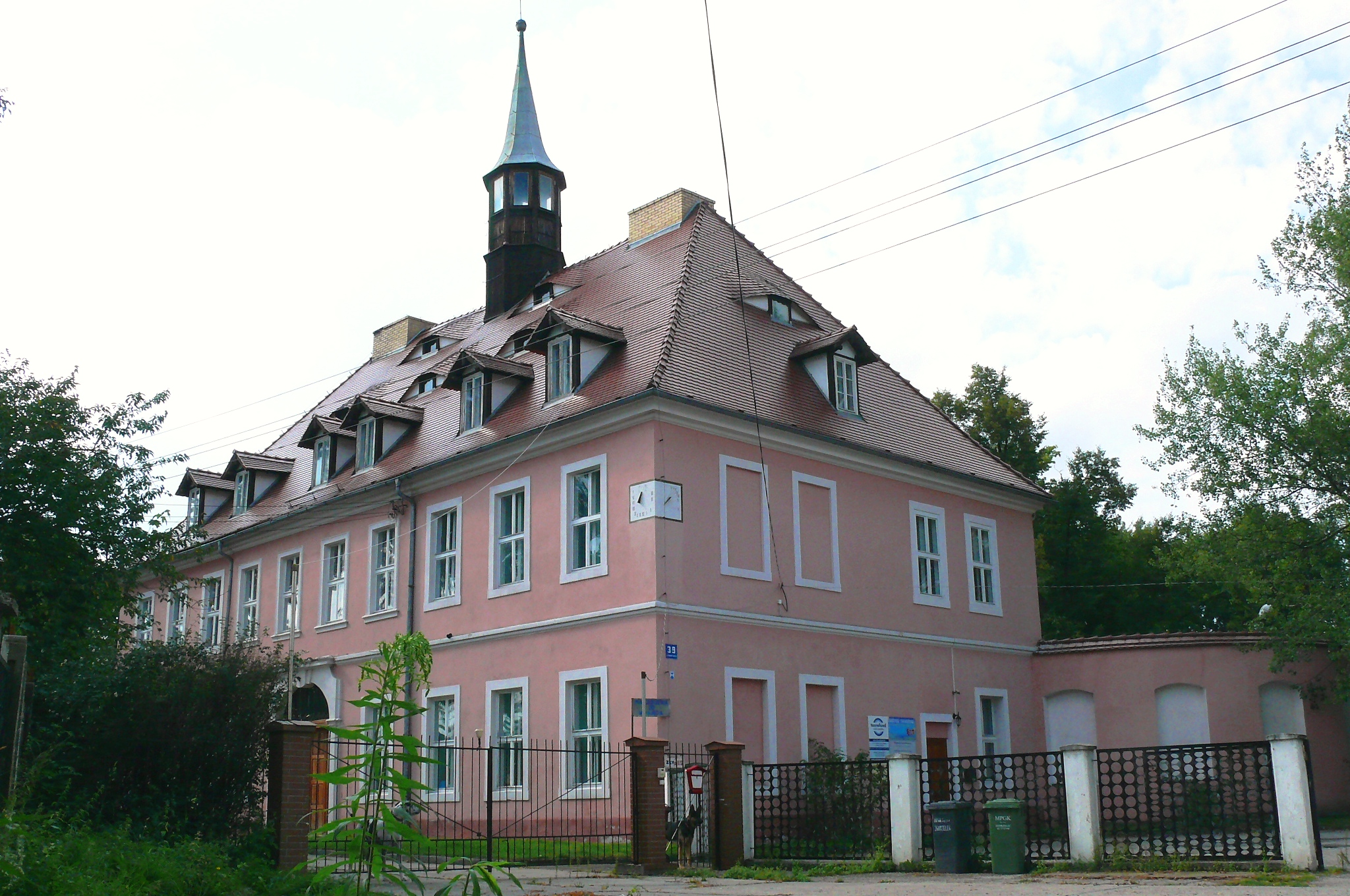
Ehem. Gutshof Nieder-Moys

Der Keilbahnhof Zgorzelec liegt zwischen den Bahnstrecken nach Węgliniec und nach Lubań. Das historische Bahnhofsgebäude ist über eine Stichstraße an die Ulica Powstańców Śląskich angebunden. Diese führt als Ulica Francuska weiter in Richtung Süden nach Moys und quert dabei die Bahnstrecke nach Lubań. Zwischen der Ulica Francuska und der Hauptstraße Ulica Łużycka erstreckt sich ein Wohngebiet mit zahlreichen Mehrfamilienhäusern und Villen. Zwischen den Verbindungsstraßen Ulica Krzysztofa Kamila Baczyńskiego und Ulica świętego Jana erhebt sich inmitten des Wohngebiets der ehemalige Moyser Wasserturm. Er ist heute eine ungenutzte Ruine.
Etwa 250 Meter weiter östlich befindet sich an der Kreuzung Ulica świętego Jana/Ulica Grunwaldzka die 1907 errichtete Johanneskirche. Die einst evangelische Kirche wird heute von einer katholischen Gemeinde genutzt. Unmittelbar östlich der Kirche verläuft die Ulica Łużycka – die Hauptstraße, die den Stadtteil von Norden nach Süden durchkreuzt. Folgt man der Hauptstraße von der Kirche etwa 500 Meter in Richtung Süden, so überquert man das Rothwasser, das in die Lausitzer Neiße mündet.
Die in Richtung Westen verlaufende Straße südlich der Rothwasserbrücke – die Ulica Szarych Szeregów – führt bis zum barocken Gutshof Nieder-Moys. In dessen unmittelbarer Umgebung befinden sich die ehemalige Winterfeldt-Kaserne sowie das ehemalige Heeresverpflegungsamt und das einstige Heereszeugamt. Das Heereszeugamt wird heute von einem polnischen Busbetrieb genutzt. Westlich des Gutshofs Nieder-Moys erstreckt sich der ausgedehnte Park Ujazdowski (deutsch: Moyser Park), der sich beiderseits des Rothwassers erstreckt. Einst diente der Nordteil des Parks – das sogenannte Jägerwäldchen – dem Militär, das hier seine Schießstände besaß. Einige der Schießbahnen kann man heute noch im Wald erahnen.
Entlang der Neiße führt ein Fußweg in Richtung Norden vorbei an einem Gedenkstein für einen ertrunkenen Soldaten des 1. Schlesischen Jägerbataillons Nr. 5 weiter bis zum Eisenbahnviadukt über die Neiße.

## Bildung
- Deutsch-polnische Grundschule und Kindergarten der DPFA Akademiegruppe
- städtischer Kindergarten Nr. 8
- Grundschule Nr. 2 Jarosław Iwaszkiewicz
- Gymnasium Nr. 2 Papst Johannes Paul II.
- Schulzentrum Weiterführender Schulen Emilia Plater

## Wirtschaft
Südlich des Stadtteils Moys befindet sich zwischen der Ulica Sulikowska und der neuen Ortsumgehung ein rund 16 Hektar großes Areal, das der Sonderwirtschaftszone Kamienna Góra angehört. Unternehmen, die sich in dieser Zone ansiedeln, erhalten eine staatliche finanzielle Unterstützung in Höhe bis zu 65 % der Kapitaleinlage.
Aerosol International, ein Hersteller von Aluminiumverpackungen für die Kosmetikindustrie, erhielt eine Genehmigung für die Ansiedlung in der Sonderwirtschaftszone. Das Unternehmen wird voraussichtlich 180 Millionen Złoty in den geplanten Standort investieren. Es sollen 300 Arbeitsplätze entstehen.
In Ujazd befindet sich auch das Wasserwerk, das die Trinkwasserversorgung der Stadt Zgorzelec und zum Teil der Ortschaften Tylice und Koźmin sicherstellt. Es wurde zwischen 1968 und 1972 errichtet. Der lokale Busbetreiber PKS Zgorzelec hat seinen Sitz in direkter Nachbarschaft des Wasserwerks im ehemaligen Heereszeugamt.

## Verkehr

### Straßenverkehr
In Ujazd trifft die Droga wojewódzka 352 mit der Ortsumfahrung von Zgorzelec zusammen. Die Droga wojewódzka führt von Zgorzelec nach Bogatynia. Südlich von Koźmin (bis 1945: Kosma) zweigt von ihr die Droga wojewódzka 355 nach Zawidów ab.

### Schienenverkehr

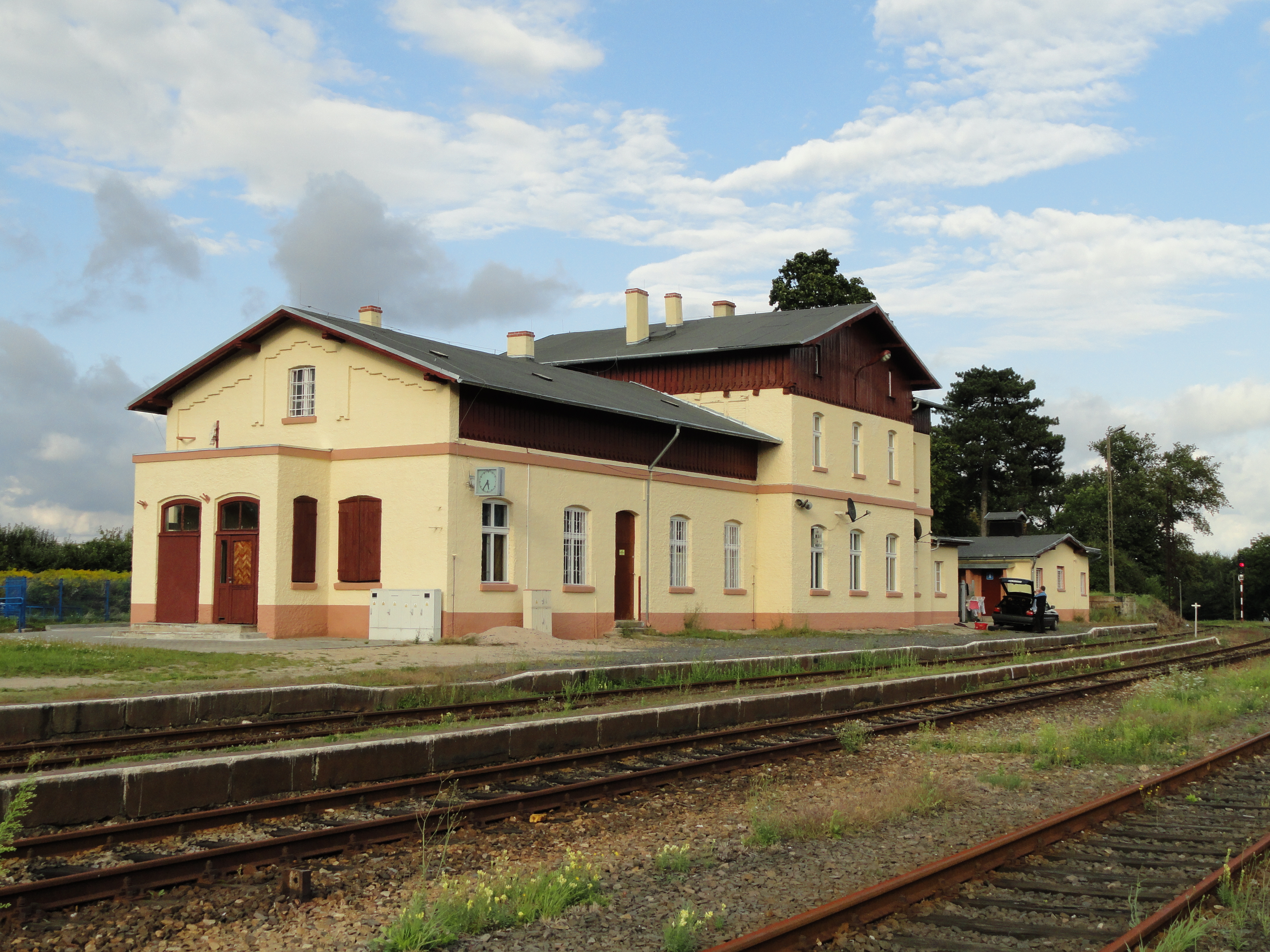
Der Bahnhof Zgorzelec (ehem. Moys b. Görlitz, ab 15. Mai 1933 Görlitz-Moys)

Im Stadtteil Moys befindet sich mit dem Bahnhof Zgorzelec einer von zwei Bahnstationen auf Zgorzelecer Stadtgebiet. Am Keilbahnhof Zgorzelec trennen sich die Strecken vom Bahnhof Görlitz kommend nach Lubań (bis 1945: Lauban) in Richtung Osten und Węgliniec (bis 1945: Kohlfurt) in Richtung Norden. Nördlich des Empfangsgebäudes befinden sich die beiden Mitte der 2000er Jahre sanierten Bahnsteige der Kohlfurter Bahn. Die Bahnsteige der Schlesischen Gebirgsbahn im Süden des Bahnhofsgebäudes sind noch unsaniert. Vom Bahnhof Zgorzelec verkehren Nahverkehrszüge nach Jelenia Góra (bis 1945: Hirschberg in Schlesien) über Lubań, nach Breslau Hauptbahnhof über Węgliniec und Legnica sowie nach Dresden Hauptbahnhof über Görlitz und Bautzen.

### Öffentlicher Nahverkehr
Zwischen 1900 und 1945 war Moys an das Görlitzer Straßenbahnnetz angeschlossen und besaß neben der Endhaltestelle am Rothwasser auch noch eine weitere Haltestelle auf der Seidenberger Straße vor dem Gasthof Stadt Görlitz. Seit Anfang 2012 lässt die polnische Stadtverwaltung eine grenzüberschreitende Streckenführung der Görlitzer Straßenbahn bis zum Begegnungszentrum am ehemaligen Stalag VIII A prüfen.
Im ehemaligen Heereszeugamt Moys, dem heutigen Busdepot, beginnt die Zgorzelecer Stadtbuslinie 50, die durch den gesamten Stadtteil Ujazd und das Zgorzelecer Zentrum bis in das nördliche Jędrzychowice (bis 1945: Hennersdorf) führt. Weiterhin verkehren über Ujazd mehrere Überlandbuslinien nach Bogatynia, Kożmin, Osiek Łużycki (Wendisch Ossig), Studniska (Schönbrunn), Sulików (Schönberg) und Zawidów.

## Persönlichkeiten
- Johannes Erler († 1476), Titularbischof von Gardar sowie Weihbischof in Meißen und in Breslau
- Christian Fürchtegott Hollunder (1791–1829), Metallurg, General-Bergdirektionsassessor